# Olympische Jugend-Sommerspiele 2014/Teilnehmer (Botswana)
| Gelbes Symbol für Goldmedaillen mit stilisierten Olympischen Ringen | Graues Symbol für Silbermedaillen mit stilisierten Olympischen Ringen | Braundes Symbol für Bronzemedaillen mit stilisierten Olympischen Ringen |
| ------------------------------------------------------------------- | --------------------------------------------------------------------- | ----------------------------------------------------------------------- |
| —                                                                   | 2                                                                     | —                                                                       |

Die Jugend-Olympiamannschaft aus Botswana für die II. Olympischen Jugend-Sommerspiele vom 16. bis 28. August 2014 in Nanjing (Volksrepublik China) bestand aus acht Athleten.

## Athleten nach Sportarten

### Badminton
Mädchen
- Tessa Kabelo
Einzel: 25. Platz
Mixed: 17. Platz (mit Aditya Joshi  Indien)

### Judo
Jungen
- Gavin Mogopa
Klasse bis 55 kg: 5. Platz
Mixed: 9. Platz (im Team Kano)

### Leichtathletik
| Mädchen - Thandi Uerimuna 800 m: 13. Platz | Jungen - Baboloki Thebe 200 m: Silber 8 × 100 m Mixed: disqualifiziert (Vorlauf) - Karabo Sibanda 400 m: Silber 8 × 100 m Mixed: 36. Platz - Gorata Gabankitse 800 m: 13. Platz 8 × 100 m Mixed: 25. Platz - Kagiso Kebatshwaretse 3000 m: 13. Platz 8 × 100 m Mixed: 58. Platz |

### Schwimmen
Mädchen
- Naomi Ruele
50 m Rücken: 17. Platz
100 m Rücken: 29. Platz